# Kostelec (Jihlavai járás)
Kostelec település Csehországban, a Jihlavai járásban. Kostelec Dvorce, Dolní Cerekev, Cejle, Jihlava és Třešť településekkel határos. Lakosainak száma 911 fő (2024. január 1.).

## Népesség
A település lakosságának változását az alábbi diagram mutatja:
| Lakosok száma | 380  | 413  | 470  | 545  | 480  | 826  | 905  | 910  | 869  | 911  |
|               | 1869 | 1890 | 1921 | 1950 | 1980 | 2001 | 2017 | 2019 | 2022 | 2024 |